# Iveco
IVECO je talijanska tvrtka specijalizirana za prozvodnju gospodarskih vozila. Prvi se put pojavljuje 1975. godine prošlog stoljeća, nakon spajanja talijanskih, francuskih i njemačkih marki. 
Proizvodni pogoni nalaze se u Europi, Kini, Rusiji, Australiji, Africi, Argentini i Brazilu, a ima prodajna predstavništva i sjedišta u više od 160 zemalja. Danas proizvodi oko 150.000 gospodarskih vozila, s prometom od oko 10 milijardi eura.

## Povijest
Tvrtka Iveco nastaje u siječnju 1, 1975. spajanjem pet jakih brendova gospodarskih vozila u to vrijeme: Fiat Veicoli Industriali (sa sjedištem u Italiji, u Torinu), OM (Brescia, Italija), Lancia Veicoli Speciali (Italija), Unic (Francuska) i Magirus-Deutz (Njemačka).